# シタデル (ケベック)

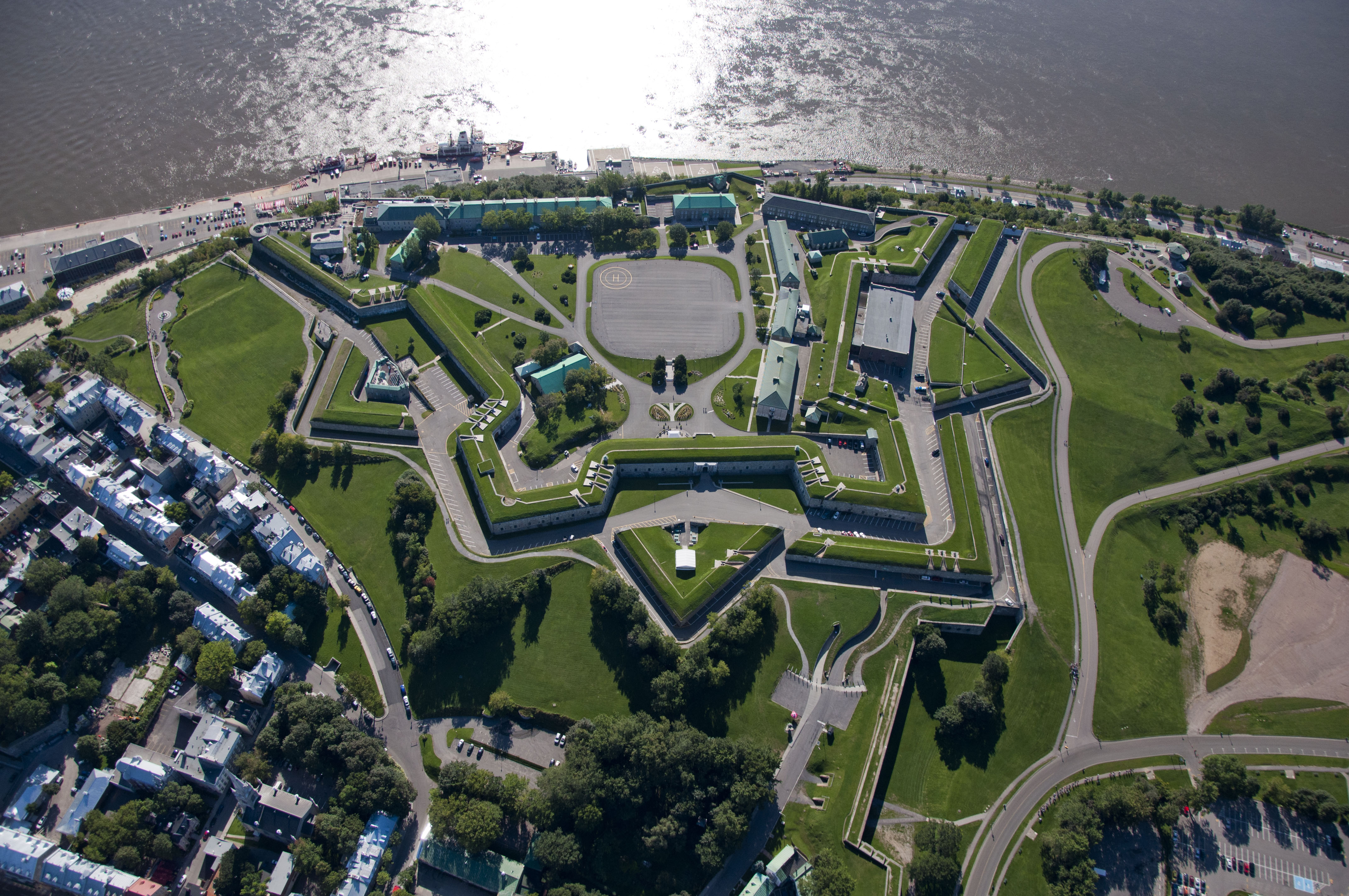
上空写真

ケベックのシタデル（仏:La Citadelle、英:Citadel）は、カナダ・ケベック・シティのディアマン岬（Cap Diamant）の上に建つ要塞。現役の軍隊が駐屯している要塞としては、北アメリカ最大の規模である。
世界遺産ケベック歴史地区の一部である。

## 歴史
もともとは、17世紀にフロンテナック伯爵ルイ・ドゥ・ブアド（Louis de Buade de Frontenac）によって築かれた城塞であった。当時のフランス軍事技術者ジャック・ルヴァッサー・ドゥ・ネーレ（Jacques Levasseur de Néré）によって城塞計画が設計され、ルイ14世の諮問技術将校であったセバスティアン・ル・プレストル・ド・ヴォーバンによって1701年に承認された。1745年のルイブール要塞陥落後、本格的な建築が実施された。
現在、博物館となっている1750年の火薬庫と、1693年に築かれたシタデル最古の建築物でもあるディアマン岬要塞が、フランス統治時代の名残をとどめている。敷地は37エーカー（約0.15平方キロメートル）で、総督公邸、イギリス国王や皇太子の砦など、25の建造物がある。1985年に世界遺産に指定されたケベック歴史地区の一部でもある。
現在の星形要塞は、1820年から1831年の間にイギリス軍により作られた。建築様式自体は新古典主義建築で、ヴォーバンの築城法の影響を強く受けた、防御重視の構造になっている。この時の建築の目的は、戦略的高地であるディアマン岬をアメリカ軍から防御することに加え、民衆蜂起の際にはイギリス駐屯軍の基地とするためであった。4つの稜堡あるいは城壁の突起があり、ケベック市街とエイブラハム平原方向に向けて、外壁がめぐらされている。シタデルの要塞がほぼこの状況で保存されたのは、1872年から1878年にカナダ総督を務めた初代ダファリン=エヴァ侯爵フレデリック・ハミルトン＝テンプル＝ブラックウッドの強い主張のためであった。ダファリン=エヴァ侯爵はシタデル内に第二の公邸を置いた。
第2次世界大戦の戦略のための会議であるケベック会談（1943年）、第2回ケベック会談（1944年）が、このシタデルでイギリス、アメリカ合衆国、カナダの首脳により行われた。

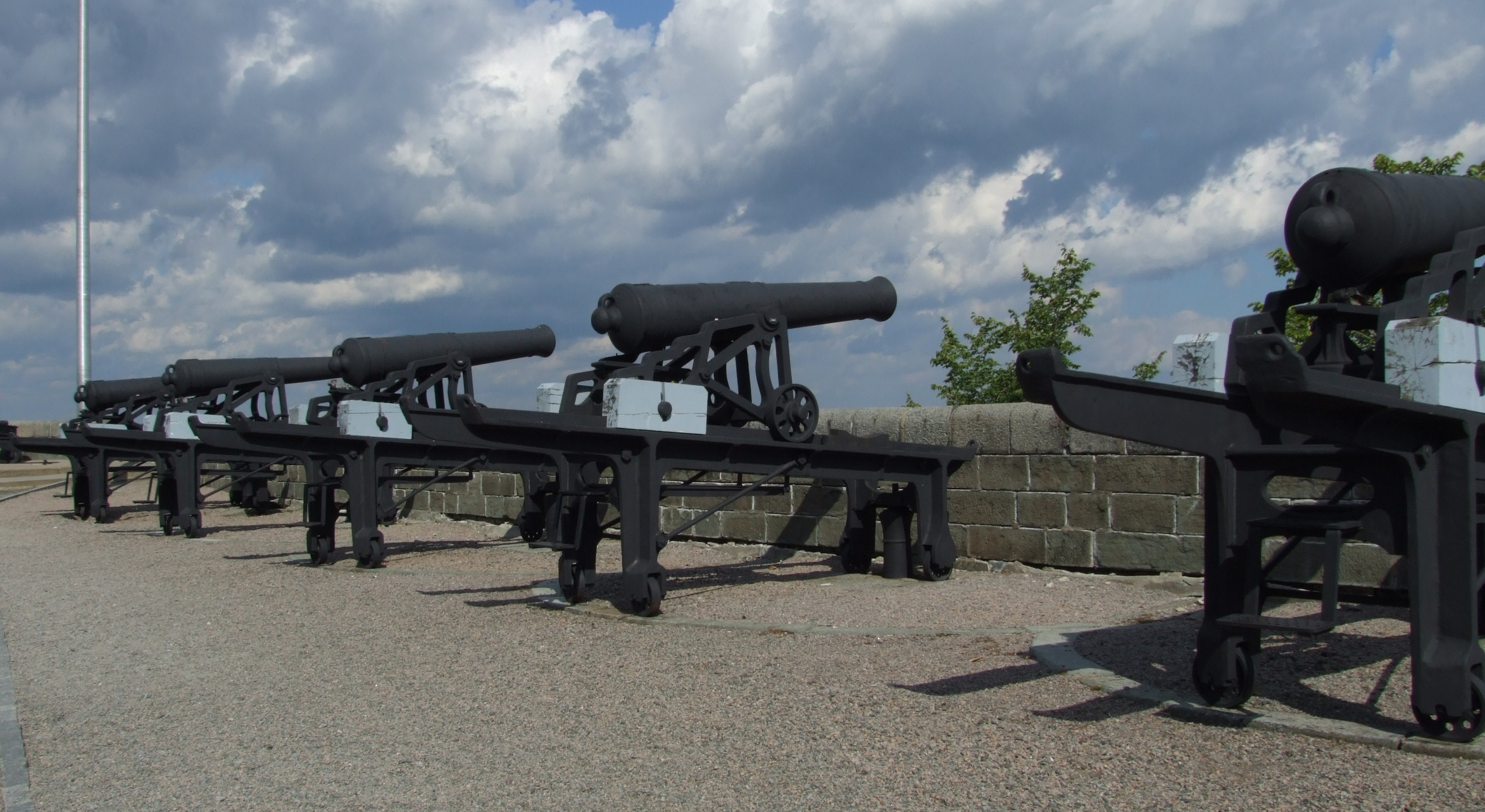
シタデルの大砲

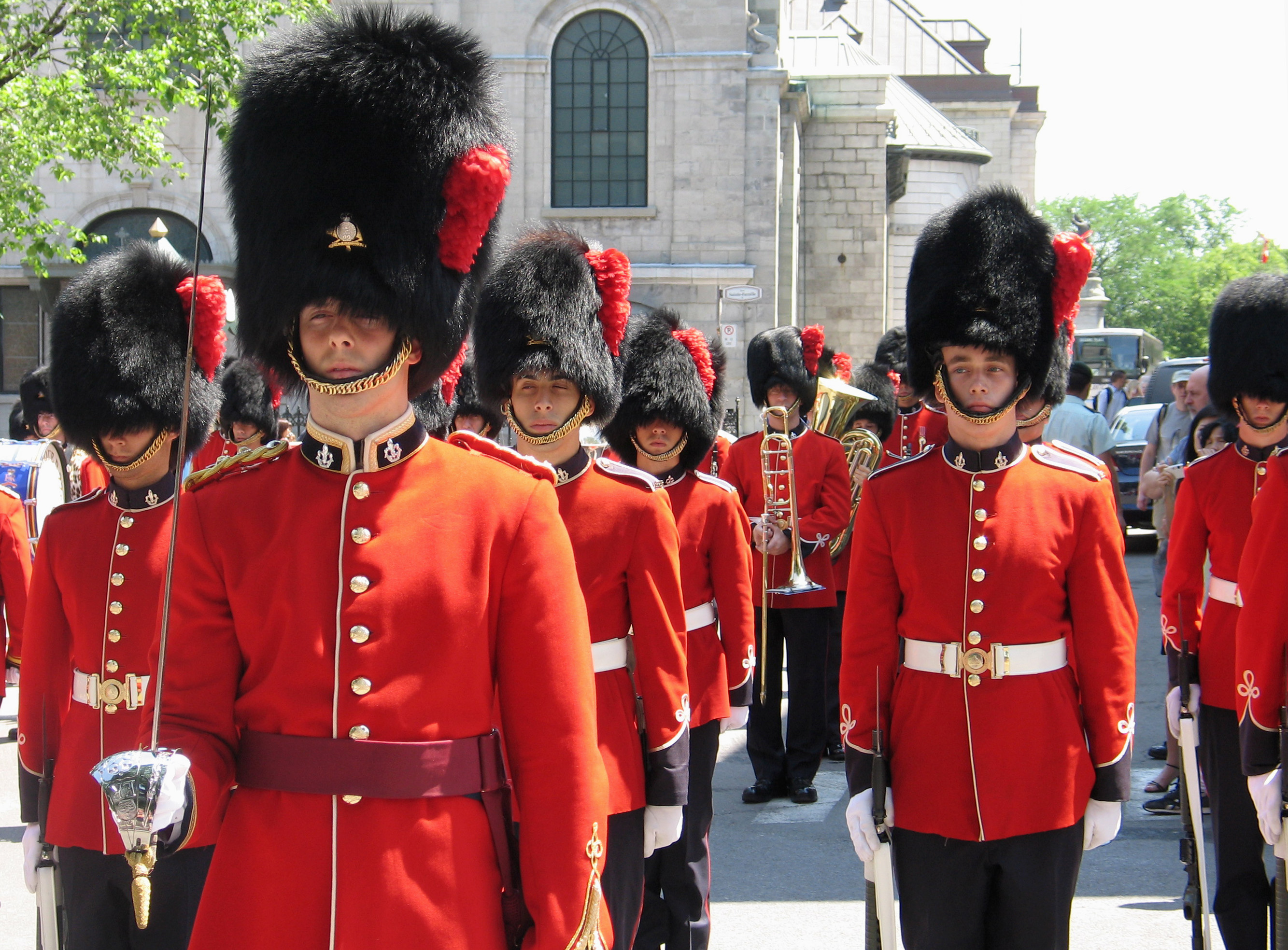
王立第22連隊の衛兵交代式

シタデルには1920年よりカナダ軍王立第22連隊が駐屯している。またシタデルは軍事基地に加え、カナダ国王及び総督の第二公邸としても使用され、総督は伝統的に数週間滞在することになっている（現在の総督公邸は、オタワのリドー・ホール）。
夏季は毎朝衛兵交代式がフランス語で行われる。シタデルと王立第22連隊博物館には、ガイド付きツアーがある。。現役軍隊の駐屯地であるため、個人での見学は不可である。

## 王立第22連隊博物館
シタデルに付随するこの博物館は、かつては刑務所であったところで、第22連隊のかつての制服、第一次世界大戦の逸話や平和維持活動に関する品々や、ビクトリア十字勲章をはじめ、連隊が受けた勲章の数々が納められた部屋もある。他に、フランス統治時代に作られた火薬庫や、模型による往時の様子の再現、歴史上の人物の像も展示されている。
また、絵画、武器、そしてこのシタデルでの軍隊生活が書きのこされた、珍しい手書きのメモもある。現在、博物館事務所として使われているのは、かつては、要塞の中の、桶屋があった場所である。